# Леополд фон Баден
Леополд фон Баден (на немски: Leopold von Baden; * 29 август 1790, Карлсруе; † 24 април 1852, Карлсруе) е от 1830 г. до смъртта си велик херцог на Баден.

## Живот
Той е първият син на маркграф Карл Фридрих фон Баден (1728 – 1811) и втората му съпруга Луиза Каролина фон Хохберг (1768 – 1820), дъщеря на фрайхер Лудвиг Хайнрих Филип Гайер фон Гайерсбер. Синовете от този брак не се предвиждат от род Церинги за трона на маркграфството и той се нарича Леополд фон Хохберг.
През 1809 г. Леополд фон Хохберг започва да следва икономика в Хайделберг, пътува из Европа и на 24 години участва във войната против Франция и става генерал-майор.
През 1818 г. род Баден променя наследствения договор, Леополд фон Хохберг става наследствен принц и след една година, на 25 юли 1819 г., се жени за шведската принцеса София Вилхелмина фон Холщайн-Готорп (* 21 май 1801; † 6 юли 1865), дъщеря на шведския крал Густав IV Адолф, правнучка на баща му Карл Лудвиг, полубратът на Леополд.
През 1830 г. той поема като четвърти велик херцог управлението на страната. През 1848 г. избухва революция в Баден (1848/1849) и на 13 май 1849 г. цялата фамилия бяга в изгнание в Кобленц. Пруската войска потушава революцията. На 18 август 1849 г. велик херцог Леополд с принца на Прусия идва в града-резиденция Карлсруе и акцептира Прусия да контролира страната.
Здравето му се влошава и на 21 февруари 1852 г. предава управлението на втория си син Фридрих. След смъртта му неговият най-голям син Лудвиг II става велик херцог на Баден. Понеже и той е болен управлението се води по-нататък до 1856 г. от Фридрих, вторият син на Леополд. На 5 септември 1856 г. принцрегент Фридрих сам се прокламира като Фридрих I за новия велик херцог на Баден.
- Велик херцог Леополд I фон Баден
- София Вилхелмина фон Холщайн-Готорп, 1831
- Леополд I фон Баден на гулден, 1839

## Деца
Леополд и София Вилхелмина имат осем деца: 
- Александрина (1820 – 1904) ∞ 3 май 1842 херцог Ернст II фон Саксония-Кобург и Гота (1818 – 1893)
- Лудвиг (1822)
- Лудвиг II (1824 – 1858), велик херцог на Баден (1852 – 1856)
- Фридрих I (1826 – 1907), регент (1852 – 1856), велик херцог на Баден (1856 – 1907) ∞ 20 септември 1856 Луиза Пруска (1838 – 1923)
- Вилхелм (1829 – 1897), пруски генерал ∞ 11 февруари 1863 Мария Максимилиановна фон Лойхтенберг (1841 – 1914)
- Карл (1832 – 1906) ∞ 17 май 1871 Розалия фон Бойст, графиня фон Рена (1845 – 1908)
- Мария Амалия фон Баден (* 20 януари 1834 в Карлсруе; † 21 ноември 1899 във Валдлайнинген), ∞ 11 септември 1858 княз Ернст фон Лайнинген (1830 – 1904)
- Цецилия (Олга Фьодоровна) (1839 – 1891) ∞ 28 август 1857 велик княз Михаил Николаевич Романов (1832 – 1902)